# Regionalliga West
La Regionalliga West (en español: Liga Regional del Oeste) es una de las 5 ligas de fútbol que componen la Regionalliga, el cuarto nivel del fútbol alemán, y la cual está conformada por equipos de Renania del Norte-Westfalia.

## Historia
Fue fundada en el mes de agosto del 2008 por 5 equipos que no fueron admitidos en la recién creada 3. Liga y 13 equipos provenientes de la Oberliga, aunque la cantidad de equipos aumentó a 18. Como consecuencia de la creación de la Regionalliga West, se fusionaron las Oberligas Nordrhein y Westfalen y nació la NRW-Liga, declarando a la Oberliga Südwest independiente.
Con su nacimiento, ahora la Regionalliga estaba compuesta por 3 Ligas:
- Regionalliga Nord
- Regionalliga Süd
- Regionalliga West

Curiosamente la liga cubría la región de la desaparecida Regionalliga West/Südwest, la cual existió entre 1994 y el 2000, y su nombre se deriva de la vieja Regionalliga West que existió entre 1963 y 1974. La mayoría de equipos de la Región oeste juegan en esta Regionalliga con excepción del Wormatia Worms, que juega en la Regionalliga Süd.

### Equipos Fundadores de la Regionalliga West
Estos fueron los equipos que jugaron en la temporada inaugural 2008/09:
| De la Regionalliga Nord: - Borussia Dortmund II - SC Verl - Rot-Weiss Essen De la Regionalliga Süd: - SV Elversberg - FSV Oggersheim De la Oberliga Nordrhein: - Borussia Mönchengladbach II - 1. FC Colonia II - Bayer 04 Leverkusen II - 1. FC Kleve | De la Oberliga Westfalen: - SC Preußen Münster - FC Schalke 04 II - VfL Bochum II - Sportfreunde Lotte De la Oberliga Südwest: - 1. FSV Maguncia 05 II - 1. FC Kaiserslautern II - Wormatia Worms - Eintracht Trier De la Oberliga Nord: - BV Cloppenburg |

### Reformas en la Temporada 2012/13

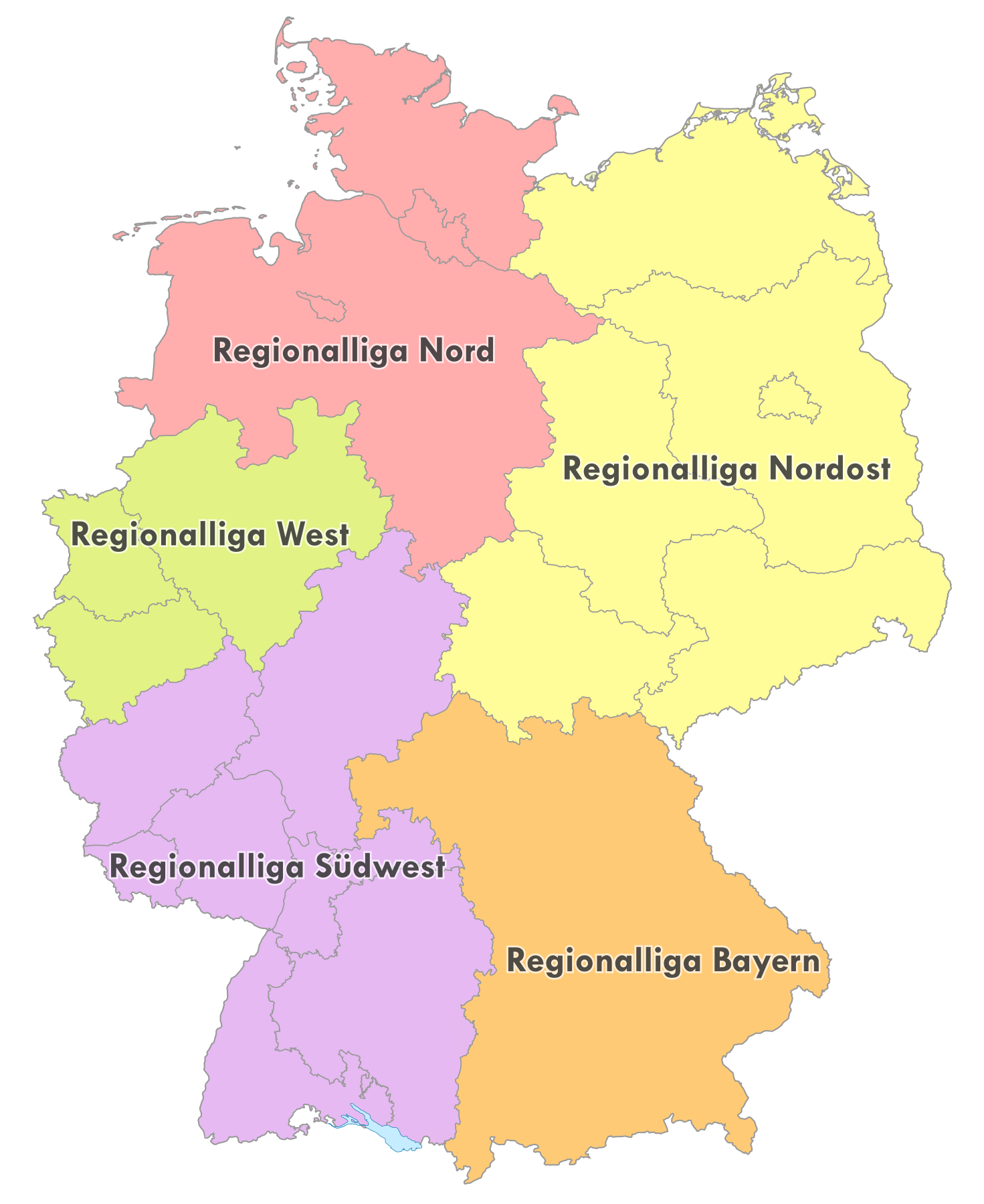
Las Regionalligas desde el año 2012.

En octubre del 2010 se hicieron nuevas reformas a la Regionalliga, entre las cuales estaba la expansión de Ligas de 3 a 5, en la que la Regionalliga West perdería a los equipos de Saarland y Renania-Palatinado, en un sistema que iniciaría a partir de la temporada 2012/13.
También se limitó la cantidad de equipos reserva por cada Regionalliga, la cual permite un máximo de 7 equipos reserva.

## Lista de campeones
| Temporada                     | Campeón                     | Subcampeón                  |
| ----------------------------- | --------------------------- | --------------------------- |
| Regionalliga West (1963–1974) |                             |                             |
| 1964                          | Alemannia Aachen            | Wuppertaler SV              |
| 1965                          | Borussia Mönchengladbach    | Alemannia Aachen            |
| 1966                          | Fortuna Düsseldorf          | Rot-Weiss Essen             |
| 1967                          | Alemannia Aachen            | Schwarz-Weiß Essen          |
| 1968                          | Bayer 04 Leverkusen         | Rot-Weiss Essen             |
| 1969                          | Rot-Weiß Oberhausen         | Rot-Weiss Essen             |
| 1970                          | VfL Bochum                  | Arminia Bielefeld           |
| 1971                          | VfL Bochum                  | Fortuna Düsseldorf          |
| 1972                          | Wuppertaler SV              | Rot-Weiss Essen             |
| 1973                          | Rot-Weiss Essen             | SC Fortuna Köln             |
| 1974                          | SG Wattenscheid 09          | Rot-Weiß Oberhausen         |
| 2008–09                       | Borussia Dortmund II        | 1. FC Kaiserslautern II     |
| 2009–10                       | 1. FC Saarbrücken           | Sportfreunde Lotte          |
| 2010–11                       | SC Preußen Münster          | Eintracht Trier             |
| 2011–12                       | Borussia Dortmund II        | Sportfreunde Lotte          |
| 2012–13                       | Sportfreunde Lotte          | SC Fortuna Colonia          |
| 2013–14                       | SC Fortuna Colonia          | Sportfreunde Lotte          |
| 2014–15                       | Borussia Mönchengladbach II | Alemannia Aquisgrán         |
| 2015–16                       | Sportfreunde Lotte          | Borussia Mönchengladbach II |
| 2016–17                       | FC Viktoria Colonia         | Borussia Dortmund II        |
| 2017–18                       | KFC Uerdingen 05            | Viktoria Köln               |
| 2018–19                       | Viktoria Köln               | Rot-Weiß Oberhausen         |
| 2019–20                       | SV Rödinghausen             | SC Verl                     |
| 2020–21                       | Borussia Dortmund II        | Rot-Weiss Essen             |
| 2021-22                       | ‘Rot-Weiss Essen’           | SC Preußen Münster          |
| 2022-23                       | SC Preußen Münster          | Wuppertaler SV              |
| 2023-24                       | ‘Alemannia Aachen’          | FC Bocholt                  |

- Equipos ascendidos en negrita.

## Palmarés
| Ranking | Club                        | Campeonatos |
| ------- | --------------------------- | ----------- |
| 1       | Alemannia Aachen            | 3           |
| 2       | VfL Bochum                  | 2           |
|         | Borussia Dortmund II        | 2           |
|         | Sportfreunde Lotte          | 2           |
|         | FC Viktoria Köln            | 2           |
|         | Rot-Weiss Essen             | 2           |
|         | Preußen Münster             | 2           |
| 8       | Fortuna Düsseldorf          | 1           |
|         | SC Fortuna Köln             | 1           |
|         | Borussia Mönchengladbach    | 1           |
|         | Borussia Mönchengladbach II | 1           |
|         | Bayer 04 Leverkusen         | 1           |
|         | Rot-Weiß Oberhausen         | 1           |
|         | 1. FC Saarbrücken           | 1           |
|         | SG Wattenscheid 09          | 1           |
|         | Wuppertaler SV              | 1           |
|         | KFC Uerdingen 05            | 1           |
|         | SV Rödinghausen             | 1           |

## Estadísticas
| Temporada | Total de Espectadores | Por Juego | Más Apoyado        | Espectadores /Por Juego | Goleador                                       | Goles |
| --------- | --------------------- | --------- | ------------------ | ----------------------- | ---------------------------------------------- | ----- |
| 2008–09   | 419,871               | 1,372     | Rot-Weiss Essen    | 7,077                   | Sascha Mölders (RWE)                           | 28    |
| 2009–10   | 510,663               | 1,669     | Rot-Weiss Essen    | 5,955                   | Ercan Aydogmus (BSC) Christian Knappmann (SCV) | 16    |
| 2010–11   | 305,890               | 1,000     | SC Preußen Münster | 5,640                   | Robert Mainka (SCW)                            | 18    |
| 2011–12   | 381,689               | 1,116     | Rot-Weiss Essen    | 6,814                   | Christian Knappmann (WSV)                      | 30    |
| 2012–13   | 455,207               | 1,198     | Rot-Weiss Essen    | 8,008                   | Sven Michel (SFS, BMG)                         | 30    |
| 2013–14   | 561,169               | 1,641     | Rot-Weiss Essen    | 7,864                   | Aziz Bouhaddouz (BLII)                         | 24    |
| 2014–15   | 587,606               | 1,920     | Alemannia Aachen   | 10,724                  | Jesse Weißenfels (LOT)                         | 20    |
| 2015–16   | 521,017               | 1,523     | Alemannia Aachen   | 7,951                   | Marlon Ritter (BMG)                            | 23    |
| 2016–17   | 555,671               | 1,816     | Rot-Weiss Essen    | 7,865                   | Mike Wunderlich (VIK)                          | 29    |
| 2017–18   | 502,319               | 1,642     | Rot-Weiss Essen    | 6,833                   | Marius Bülter (SVR) Christopher Kramer (WSV)   | 20    |
| 2018–19   | 474,402               | 1,550     | Rot-Weiss Essen    | 7,259                   | Simon Engelmann (SVR)                          | 19    |
| 2019–20   | 409,252               | 1,819     | Rot-Weiss Essen    | 10,945                  | Simon Engelmann (SVR)                          | 26    |

| Récord de Liga |

## Posiciones finales

### Tabla actual

#### Participantes en la liga
| Club                        | 09 | 10  | 11 | 12 | 13 | 14 | 15 | 16 | 17 | 18 | 19 | 20 | 21 | 22 |
| --------------------------- | -- | --- | -- | -- | -- | -- | -- | -- | -- | -- | -- | -- | -- | -- |
| Preußen Münster             | 4  | 6   | 1  | 3L | 3L | 3L | 3L | 3L | 3L | 3L | 3L | 3L | 3  |    |
| KFC Uerdingen 05            |    |     |    |    |    | 17 | 15 |    |    | 1  | 3L | 3L | 3L |    |
| Viktoria Köln               |    |     |    |    | 6  | 4  | 3  | 3  | 1  | 2  | 1  | 3L | 3L | 3L |
| SV Rödinghausen             |    |     |    |    |    |    | 8  | 14 | 10 | 5  | 3  | 1  | 6  |    |
| SC Verl                     | 8  | 9   | 9  | 10 | 10 | 11 | 7  | 9  | 13 | 8  | 7  | 2  | 3L | 3L |
| Rot-Weiss Essen             | 7  | 5   |    | 8  | 4  | 9  | 5  | 12 | 5  | 10 | 8  | 3  | 2  |    |
| Rot-Weiß Oberhausen         | 2B | 2B  | 2B | 3L | 8  | 3  | 4  | 5  | 4  | 9  | 2  | 4  | 7  |    |
| 1. FC Köln II               | 3  | 4   | 7  | 6  | 16 | 12 | 10 | 15 | 6  | 14 | 9  | 5  | 5  |    |
| Alemannia Aachen            | 2B | 2B  | 2B | 2B | 3L | 13 | 2  | 7  | 7  | 6  | 6  | 6  | 14 |    |
| Sportfreunde Lotte          | 10 | 2   | 3  | 2  | 1  | 2  | 6  | 1  | 3L | 3L | 3L | 7  | 15 |    |
| Borussia Mönchengladbach II | 6  | 16b | 5  | 3  | 7  | 7  | 1  | 2  | 3  | 12 | 4  | 8  | 11 |    |
| Borussia Dortmund II        | 1  | 3L  | 6  | 1  | 3L | 3L | 3L | 4  | 2  | 4  | 5  | 9  | 1  | 3L |
| Fortuna Köln                |    |     |    | 7  | 2  | 1  | 3L | 3L | 3L | 3L | 3L | 10 | 4  |    |
| Fortuna Düsseldorf II       |    | 11  | 16 | 19 | 12 | 10 | 9  | 6  | 12 | 15 | 12 | 11 | 9  |    |
| Schalke 04 II               | 15 | 12  | 11 | 11 | 3  | 6  | 11 | 10 | 16 |    |    | 12 | 8  |    |
| Wuppertaler SV              | 3L | 3L  | 8  | 5  | 15 |    |    |    | 11 | 3  | 10 | 13 | 12 |    |
| Bonner SC                   |    | 10  |    |    |    |    |    |    | 9  | 13 | 14 | 14 | 19 |    |
| TuS Haltern                 |    |     |    |    |    |    |    |    |    |    |    | 15 | x  | x  |
| SV Lippstadt 08             |    |     |    |    |    | 18 |    |    |    |    | 13 | 16 | 16 |    |
| SV Bergisch Gladbach 09     |    |     |    |    | 18 |    |    |    |    |    |    | 17 | 21 | x  |
| VfB Homberg                 |    |     |    |    |    |    |    |    |    |    |    | 18 | 20 |    |
| Wattenscheid 09             |    |     |    |    |    | 15 | 13 | 8  | 8  | 11 | 11 | 19 | x  | x  |
| SC Wiedenbrück              |    |     | 10 | 15 | 9  | 16 | 12 | 11 | 14 | 7  | 17 |    | 10 |    |
| 1. FC Kaan-Marienborn       |    |     |    |    |    |    |    |    |    |    | 15 | x  | x  | x  |
| SV Straelen                 |    |     |    |    |    |    |    |    |    |    | 16 |    | 13 |    |
| TV Herkenrath               |    |     |    |    |    |    |    |    |    |    | 18 | x  | x  | x  |
| FC Wegberg-Beeck            |    |     |    |    |    |    |    | 19 |    | 16 |    |    | 17 |    |
| TuS Erndtebrück             |    |     |    |    |    |    |    | 17 |    | 17 | x  | x  | x  | x  |
| Westfalia Rhynern           |    |     |    |    |    |    |    |    |    | 18 | x  | x  | x  | x  |
| Rot-Weiss Ahlen             | 2B | 2B  | 3L |    |    |    |    | 13 | 15 |    |    |    | 18 |    |
| TSG Sprockhövel             |    |     |    |    |    |    |    |    | 17 | x  | x  | x  | x  | x  |
| Sportfreunde Siegen         |    |     |    |    | 5  | 5  | 17 |    | 18 | x  | x  | x  | x  | x  |
| SSVg Velbert                |    |     |    |    | 13 | 19 |    | 16 |    |    |    |    |    | x  |
| FC Kray                     |    |     |    |    | 20 |    | 14 | 18 |    |    |    |    |    | x  |
| VfL Bochum II               | 14 | 3   | 14 | 14 | 14 | 14 | 16 |    |    |    |    |    |    | x  |
| FC Hennef 05                |    |     |    |    |    |    | 18 |    |    |    |    |    |    | x  |
| Bayer Leverkusen II         | 9  | 13  | 15 | 18 | 11 | 8  |    |    |    |    |    |    |    | x  |
| VfB Hüls                    |    |     |    |    | 17 |    |    |    |    |    |    |    |    | x  |
| MSV Duisburg II             |    |     |    |    | 19 |    |    |    |    |    |    |    |    | x  |
| Arminia Bielefeld II        |    |     | 18 |    |    |    |    |    |    |    |    |    |    | x  |
| 1. FC Kleve                 | 18 |     |    |    |    |    |    |    |    |    |    |    |    | x  |

#### Equipos que ya no juegan en la liga
| Club                    | 09 | 10 | 11 | 12 | 13 | 14 | 15 | 16 | 17 | 18 | 19 | 20 | 21 |
| ----------------------- | -- | -- | -- | -- | -- | -- | -- | -- | -- | -- | -- | -- | -- |
| Mainz 05 II             | 5  | 15 | 13 | 12 | RL | RL | 3L | 3L | 3L | RL | RL | RL | RL |
| 1. FC Saarbrücken       |    | 1  | 3L | 3L | 3L | 3L | RL | RL | RL | RL | RL | RL | 3L |
| SV Elversberg           | 11 | 7  | 12 | 13 | RL | 3L | RL | RL | RL | RL | RL | RL | RL |
| Wormatia Worms          | 16 | 17 | RL | RL | RL | RL | RL | RL | RL | RL | RL |    |    |
| FC 08 Homburg           |    |    | 17 |    | RL | RL | RL | RL | RL |    | RL | RL | RL |
| Waldhof Mannheim        |    | 14 |    |    | RL | RL | RL | RL | RL | RL | RL | 3L | 3L |
| TuS Koblenz             | 2B | 2B | 3L | 17 | RL | RL | RL |    | RL | RL |    |    |    |
| Eintracht Trier         | 13 | 18 | 2  | 4  | RL | RL | RL | RL | RL |    |    |    |    |
| 1. FC Kaiserslautern II | 2  | 8  | 4  | 9  | RL | RL | RL | RL | RL |    |    |    |    |
| BV Cloppenburg          | 17 |    |    |    | RL | RL | RL | RL |    |    |    |    |    |
| SC Idar-Oberstein       |    |    |    | 16 | RL |    |    |    |    |    |    |    |    |
| FSV Oggersheim          | 12 |    |    |    |    |    |    |    |    |    |    |    |    |

### Simbología
| Símbolo | Significado               |
| ------- | ------------------------- |
| B       | Bundesliga                |
| 2B      | 2. Bundesliga             |
| 3L      | 3. Liga                   |
| 1       | Campeones de Liga         |
| Lugar   | Liga                      |
| x       | Jugó en una liga inferior |
| RL      | Jugó en otra Regionalliga |